# Onozitoli Siforoasi
Onozitoli Siforoasi is een bestuurslaag in het regentschap Gunungsitoli van de provincie Noord-Sumatra, Indonesië. Onozitoli Siforoasi telt 1997 inwoners (volkstelling 2010).